# Liste der denkmalgeschützten Objekte in Kežmarok/Hv-T
Die Liste der denkmalgeschützten Objekte in Kežmarok enthält 108 nach slowakischen Denkmalschutzvorschriften geschützten Objekte in der Gemeinde Kežmarok im Okres Kežmarok im Bereich der Straßennamen die mit Buchstaben zwischen Hv und T beginnen.

## Denkmäler
| Foto |                 | Denkmal / č. ÚZPF                                                        | Standort / Konskr. Nr.                                      | Offizielle Beschreibung                          | Beschreibung                                                 | Metadaten                                                                |
| ---- | --------------- | ------------------------------------------------------------------------ | ----------------------------------------------------------- | ------------------------------------------------ | ------------------------------------------------------------ | ------------------------------------------------------------------------ |
| BW   | Datei hochladen | Bürgerhaus(sk) ObjektID: 703-2567/0                                      | Hviezdoslavova ul. 1 Standort KG: Kežmarok Konskr.Nr.: 11   | nárožný                                          | Eckhaus                                                      | č. NKP: 703-2567/0 Stand des NKP: 2012-02-08 Name: DOM MEŠTIANSKY        |
| BW   | Datei hochladen | Bürgerhaus(sk) ObjektID: 703-2568/0                                      | Hviezdoslavova ul. 2 Standort KG: Kežmarok Konskr.Nr.: 193  | nárožný                                          | Eckhaus                                                      | č. NKP: 703-2568/0 Stand des NKP: 2012-02-08 Name: DOM MEŠTIANSKY        |
| BW   | Datei hochladen | Bürgerhaus(sk) ObjektID: 703-2569/0                                      | Hviezdoslavova ul. 3 Standort KG: Kežmarok Konskr.Nr.: 10   | radový                                           | Reihenhaus                                                   | č. NKP: 703-2569/0 Stand des NKP: 2012-02-08 Name: DOM MEŠTIANSKY        |
| BW   | Datei hochladen | Bankgebäude(sk) ObjektID: 703-2570/0                                     | Hviezdoslavova ul. 4 Standort KG: Kežmarok Konskr.Nr.: 194  | nárožná                                          | Eckhaus                                                      | č. NKP: 703-2570/0 Stand des NKP: 2012-02-08 Name: BANKA                 |
| BW   | Datei hochladen | Bürgerhaus(sk) ObjektID: 703-2571/0                                      | Hviezdoslavova ul. 5 Standort KG: Kežmarok Konskr.Nr.: 9    | radový                                           | Reihenhaus                                                   | č. NKP: 703-2571/0 Stand des NKP: 2012-02-08 Name: DOM MEŠTIANSKY        |
| BW   | Datei hochladen | Bürgerhaus(sk) ObjektID: 703-2572/0                                      | Hviezdoslavova ul. 6 Standort KG: Kežmarok Konskr.Nr.: 195  | radový                                           | Reihenhaus                                                   | č. NKP: 703-2572/0 Stand des NKP: 2012-02-08 Name: DOM MEŠTIANSKY        |
| BW   | Datei hochladen | Bürgerhaus(sk) ObjektID: 703-2573/0                                      | Hviezdoslavova ul. 7 Standort KG: Kežmarok Konskr.Nr.: 8    | prejazdový,radový                                | Reihenhaus, Passage                                          | č. NKP: 703-2573/0 Stand des NKP: 2012-02-08 Name: DOM MEŠTIANSKY        |
| BW   | Datei hochladen | Bürgerhaus(sk) ObjektID: 703-2574/0                                      | Hviezdoslavova ul. 8 Standort KG: Kežmarok Konskr.Nr.: 196  | radový                                           | Reihenhaus                                                   | č. NKP: 703-2574/0 Stand des NKP: 2012-02-08 Name: DOM MEŠTIANSKY        |
| BW   | Datei hochladen | Bürgerhaus(sk) ObjektID: 703-2575/0                                      | Hviezdoslavova ul. 9 Standort KG: Kežmarok Konskr.Nr.: 7    | radový                                           | Reihenhaus                                                   | č. NKP: 703-2575/0 Stand des NKP: 2012-02-08 Name: DOM MEŠTIANSKY        |
| BW   | Datei hochladen | Bürgerhaus(sk) ObjektID: 703-2576/0                                      | Hviezdoslavova ul. 10 Standort KG: Kežmarok Konskr.Nr.: 197 | radový                                           | Reihenhaus                                                   | č. NKP: 703-2576/0 Stand des NKP: 2012-02-08 Name: DOM MEŠTIANSKY        |
| BW   | Datei hochladen | Bürgerhaus(sk) ObjektID: 703-2577/0                                      | Hviezdoslavova ul. 11 Standort KG: Kežmarok Konskr.Nr.: 6   | radový                                           | Reihenhaus                                                   | č. NKP: 703-2577/0 Stand des NKP: 2012-02-08 Name: DOM MEŠTIANSKY        |
| BW   | Datei hochladen | Schule(sk) ObjektID: 703-2578/0                                          | Hviezdoslavova ul. 12 Standort KG: Kežmarok Konskr.Nr.: 198 | nárožná; LŠU                                     | Ecknhaus                                                     | č. NKP: 703-2578/0 Stand des NKP: 2012-02-08 Name: ŠKOLA                 |
| BW   | Datei hochladen | Bürgerhaus(sk) ObjektID: 703-2579/0                                      | Hviezdoslavova ul. 13 Standort KG: Kežmarok Konskr.Nr.: 5   | radový                                           | Reihenhaus                                                   | č. NKP: 703-2579/0 Stand des NKP: 2012-02-08 Name: DOM MEŠTIANSKY        |
| ja   | Datei hochladen | Kirche(sk) Neue Evangelische Kirche ObjektID: 703-2580/0                 | Hviezdoslavova ul. 14 Standort KG: Kežmarok Konskr.Nr.: 199 | ev.a.v.; kostol s kaplnkou I.Tökölyho            | evangelische Kirche, Kirche mit der Kapelle Emmerich Thököly | č. NKP: 703-2580/0 Stand des NKP: 2012-02-08 Name: KOSTOL                |
| BW   | Datei hochladen | Bürgerhaus(sk) ObjektID: 703-2581/0                                      | Hviezdoslavova ul. 15 Standort KG: Kežmarok Konskr.Nr.: 4   | radový                                           | Reihenhaus                                                   | č. NKP: 703-2581/0 Stand des NKP: 2012-02-08 Name: DOM MEŠTIANSKY        |
| ja   | Datei hochladen | Holzkirche(sk) Evangelische Holzkirche von Kežmarok ObjektID: 703-2582/0 | Hviezdoslavova ul. 16 Standort KG: Kežmarok Konskr.Nr.: 328 | ev.a.v.artikulárny; artikulárny kostol           | evangelische Gliedkirche                                     | č. NKP: 703-2582/0 Stand des NKP: 2012-02-08 Name: KOSTOL DREVENÝ        |
| BW   | Datei hochladen | Bürgerhaus(sk) ObjektID: 703-2583/0                                      | Hviezdoslavova ul. 17 Standort KG: Kežmarok Konskr.Nr.: 3   | radový                                           | Reihenhaus                                                   | č. NKP: 703-2583/0 Stand des NKP: 2012-02-08 Name: DOM MEŠTIANSKY        |
| ja   | Datei hochladen | Gedenklyceum(sk) ObjektID: 703-2585/1                                    | Hviezdoslavova ul. 18 Standort KG: Kežmarok Konskr.Nr.: 327 | ev.a.v.; lyceálna knižnica                       | evangelische Lyceumsbibliothek                               | č. NKP: 703-2585/1 Stand des NKP: 2012-02-08 Name: LÝCEUM PAMÄTNÉ        |
| ja   | Datei hochladen | Gedenktafel(sk) ObjektID: 703-2585/2                                     | Hviezdoslavova ul. 18 Standort KG: Kežmarok Konskr.Nr.: 327 | Hviezdoslav P.O.; 1849-1921,básnik               | für Pavol Országh Hviezdoslav, Dichter                       | č. NKP: 703-2585/2 Stand des NKP: 2012-02-08 Name: TABUĽA PAMÄTNÁ        |
| BW   | Datei hochladen | Bürgerhaus(sk) ObjektID: 703-2584/0                                      | Hviezdoslavova ul. 19 Standort KG: Kežmarok Konskr.Nr.: 2   | nárožný                                          | Eckhaus                                                      | č. NKP: 703-2584/0 Stand des NKP: 2012-02-08 Name: DOM MEŠTIANSKY        |
| ja   | Datei hochladen | Gedenkgymnasium(sk) ObjektID: 703-2586/1                                 | Hviezdoslavova ul. 20 Standort KG: Kežmarok Konskr.Nr.: 326 |                                                  |                                                              | č. NKP: 703-2586/1 Stand des NKP: 2012-02-08 Name: GYMNÁZIUM PAMÄTNÉ     |
| BW   | Datei hochladen | Gedenktafel(sk) ObjektID: 703-2586/2                                     | Hviezdoslavova ul. 20 Standort KG: Kežmarok Konskr.Nr.: 326 | Rázus Martin; 1888-1937,spisovateľ               | Martin Rázus, Schriftsteller, Dichter                        | č. NKP: 703-2586/2 Stand des NKP: 2012-02-08 Name: TABUĽA PAMÄTNÁ        |
| BW   | Datei hochladen | Wirtschaftsgebäude(sk) ObjektID: 703-2507/2                              | Kostolné nám. 3 Standort KG: Kežmarok Konskr.Nr.: 402       |                                                  |                                                              | č. NKP: 703-2507/2 Stand des NKP: 2012-02-08 Name: STAVBA HOSPODÁRSKA    |
| BW   | Datei hochladen | Bürgerhaus(sk) ObjektID: 703-2604/0                                      | Kostolné nám. 4 Standort KG: Kežmarok Konskr.Nr.: 1302      | radový                                           | Reihenhaus                                                   | č. NKP: 703-2604/0 Stand des NKP: 2012-02-08 Name: DOM MEŠTIANSKY        |
| BW   | Datei hochladen | Bürgerhaus(sk) ObjektID: 703-2603/0                                      | Kostolné nám. 6 Standort KG: Kežmarok Konskr.Nr.: 1297      | radový                                           | Reihenhaus                                                   | č. NKP: 703-2603/0 Stand des NKP: 2012-02-08 Name: DOM MEŠTIANSKY        |
| BW   | Datei hochladen | Bürgerhaus(sk) ObjektID: 703-2601/0                                      | Kostolné nám. 12 Standort KG: Kežmarok Konskr.Nr.: 1029     | radový                                           | Reihenhaus                                                   | č. NKP: 703-2601/0 Stand des NKP: 2012-02-08 Name: DOM MEŠTIANSKY        |
| BW   | Datei hochladen | Bürgerhaus(sk) ObjektID: 703-2588/0                                      | Kostolné nám. 19 Standort KG: Kežmarok Konskr.Nr.: 461      | nárožný                                          | Eckhaus                                                      | č. NKP: 703-2588/0 Stand des NKP: 2012-02-08 Name: DOM MEŠTIANSKY        |
| ja   | Datei hochladen | Kirche(sk) Heilig-Kreuz-Basilika (Kežmarok) ObjektID: 703-2606/1         | Kostolné nám. 20 Standort KG: Kežmarok Konskr.Nr.: 407      | r.k.sv.Kríža; kostol sv.Kríža                    | römisch-katholische Kirche zum heiligen Kreuz                | č. NKP: 703-2606/1 Stand des NKP: 2012-02-08 Name: KOSTOL                |
| BW   | Datei hochladen | Pfarrhof(sk) ObjektID: 703-2606/2                                        | Kostolné nám. 22 Standort KG: Kežmarok Konskr.Nr.: 408      | r.k.                                             | römisch-katholische Pfarrei                                  | č. NKP: 703-2606/2 Stand des NKP: 2012-02-08 Name: FARA                  |
| BW   | Datei hochladen | Wirtschaftsgebäude(sk) ObjektID: 703-2606/3                              | Kostolné nám. 22 Standort KG: Kežmarok Konskr.Nr.:          | solitér                                          |                                                              | č. NKP: 703-2606/3 Stand des NKP: 2012-02-08 Name: STAVBA HOSPODÁRSKA    |
| ja   | Datei hochladen | Glockenturm(sk) ObjektID: 703-2606/4                                     | Kostolné nám. 16 Standort KG: Kežmarok Konskr.Nr.: 406      | solitér                                          |                                                              | č. NKP: 703-2606/4 Stand des NKP: 2012-02-08 Name: ZVONICA               |
| BW   | Datei hochladen | Schule(sk) ObjektID: 703-2606/5                                          | Kostolné nám. 18 Standort KG: Kežmarok Konskr.Nr.: 845      | solitér,chodbový; Humanistická škola,gymnázium   | Humanistische Schule, Gymnasium                              | č. NKP: 703-2606/5 Stand des NKP: 2012-02-08 Name: ŠKOLA                 |
| BW   | Datei hochladen | Schule(sk) ObjektID: 703-2606/6                                          | Kostolné nám. 14 Standort KG: Kežmarok Konskr.Nr.: 845      | solitér; Býv.katolícka škola                     | ehem. katholische Schule                                     | č. NKP: 703-2606/6 Stand des NKP: 2012-02-08 Name: ŠKOLA                 |
|      | Datei hochladen | Stadtmauer mit Tor(sk) ObjektID: 703-2606/7                              | Kostolné nám. KG: Kežmarok Konskr.Nr.:                      |                                                  |                                                              | č. NKP: 703-2606/7 Stand des NKP: 2012-02-08 Name: MÚR HRADBOVÝ S BRÁNOU |
| BW   | Datei hochladen | Bürgerhaus(sk) ObjektID: 703-2591/0                                      | Kostolné nám. 25 Standort KG: Kežmarok Konskr.Nr.: 457      | radový                                           | Reihenhaus                                                   | č. NKP: 703-2591/0 Stand des NKP: 2012-02-08 Name: DOM MEŠTIANSKY        |
| BW   | Datei hochladen | Bürgerhaus(sk) ObjektID: 703-2592/0                                      | Kostolné nám. 27 Standort KG: Kežmarok Konskr.Nr.: 456      | radový                                           | Reihenhaus                                                   | č. NKP: 703-2592/0 Stand des NKP: 2012-02-08 Name: DOM MEŠTIANSKY        |
| BW   | Datei hochladen | Handwerkerhaus(sk) ObjektID: 703-2589/0                                  | Kostolné nám. 28 Standort KG: Kežmarok Konskr.Nr.: 441      | nárožný                                          | Eckhaus                                                      | č. NKP: 703-2589/0 Stand des NKP: 2012-02-08 Name: DOM REMESELNÍCKY      |
| BW   | Datei hochladen | Bürgerhaus(sk) ObjektID: 703-2593/0                                      | Kostolné nám. 29 Standort KG: Kežmarok Konskr.Nr.: 455      | radový                                           | Reihenhaus                                                   | č. NKP: 703-2593/0 Stand des NKP: 2012-02-08 Name: DOM MEŠTIANSKY        |
| BW   | Datei hochladen | Bürgerhaus(sk) ObjektID: 703-2590/0                                      | Kostolné nám. 30 Standort KG: Kežmarok Konskr.Nr.: 442      | radový                                           | Reihenhaus                                                   | č. NKP: 703-2590/0 Stand des NKP: 2012-02-08 Name: DOM MEŠTIANSKY        |
| BW   | Datei hochladen | Handwerkerhaus(sk) ObjektID: 703-2595/0                                  | Kostolné nám. 33 Standort KG: Kežmarok Konskr.Nr.: 453      | radový                                           | Reihenhaus                                                   | č. NKP: 703-2595/0 Stand des NKP: 2012-02-08 Name: DOM REMESELNÍCKY      |
| BW   | Datei hochladen | Bürgerhaus(sk) ObjektID: 703-2597/0                                      | Kostolné nám. 35 Standort KG: Kežmarok Konskr.Nr.: 452      | radový                                           | Reihenhaus                                                   | č. NKP: 703-2597/0 Stand des NKP: 2012-02-08 Name: DOM MEŠTIANSKY        |
| BW   | Datei hochladen | Bürgerhaus(sk) ObjektID: 703-2598/0                                      | Kostolné nám. 37 Standort KG: Kežmarok Konskr.Nr.: 451      | radový                                           | Reihenhaus                                                   | č. NKP: 703-2598/0 Stand des NKP: 2012-02-08 Name: DOM MEŠTIANSKY        |
| BW   | Datei hochladen | Bürgerhaus(sk) ObjektID: 703-2594/0                                      | Kostolné nám. 38 Standort KG: Kežmarok Konskr.Nr.: 445      | radový                                           | Reihenhaus                                                   | č. NKP: 703-2594/0 Stand des NKP: 2012-02-08 Name: DOM MEŠTIANSKY        |
| BW   | Datei hochladen | Bürgerhaus(sk) ObjektID: 703-2599/0                                      | Kostolné nám. 39 Standort KG: Kežmarok Konskr.Nr.:          | radový                                           | Reihenhaus                                                   | č. NKP: 703-2599/0 Stand des NKP: 2012-02-08 Name: DOM MEŠTIANSKY        |
| BW   | Datei hochladen | Bürgerhaus(sk) ObjektID: 703-2596/0                                      | Kostolné nám. 40 Standort KG: Kežmarok Konskr.Nr.: 447      | radový                                           | Reihenhaus                                                   | č. NKP: 703-2596/0 Stand des NKP: 2012-02-08 Name: DOM MEŠTIANSKY        |
| BW   | Datei hochladen | Bürgerhaus(sk) ObjektID: 703-2600/0                                      | Kostolné nám. 41 Standort KG: Kežmarok Konskr.Nr.: 449      | radový                                           | Reihenhaus                                                   | č. NKP: 703-2600/0 Stand des NKP: 2012-02-08 Name: DOM MEŠTIANSKY        |
| ja   | Datei hochladen | Gedenkschule(sk) ObjektID: 703-4514/1                                    | Kušnierska brána 2 Standort KG: Kežmarok Konskr.Nr.: 349    | 2.čsl.paradesant.brigáda                         | für die 2. tschechische ?Paradenbrigade                      | č. NKP: 703-4514/1 Stand des NKP: 2012-02-08 Name: ŠKOLA PAMÄTNÁ         |
| ja   | Datei hochladen | Gedenktafel(sk) ObjektID: 703-4514/2                                     | Kušnierska brána 2 Standort KG: Kežmarok Konskr.Nr.: 349    | 2.čsl.paradesant.brigáda                         | für die 2. tschechische ?Paradenbrigade                      | č. NKP: 703-4514/2 Stand des NKP: 2012-02-08 Name: TABUĽA PAMÄTNÁ        |
| BW   | Datei hochladen | Fabriksanlage(sk) ObjektID: 703-4490/0                                   | Michalská ul. 40 Standort KG: Kežmarok Konskr.Nr.: 760      | textilná; Weinova textilka                       | Weinova Textilfabrik                                         | č. NKP: 703-4490/0 Stand des NKP: 2012-02-08 Name: TOVÁREŇ               |
| ja   | Datei hochladen | Barbakane(sk) ObjektID: 703-2495/2                                       | Nová ul. 0 KG: Kežmarok Konskr.Nr.:                         | dolná,nižná,poľská brána,ronde                   | Das Polnische Tor                                            | č. NKP: 703-2495/2 Stand des NKP: 2012-02-08 Name: BARBAKÁN              |
| ja   | Datei hochladen | Bürgerhaus(sk) ObjektID: 703-2682/0                                      | Nová ul. 1 Standort KG: Kežmarok Konskr.Nr.:                | radový                                           | Reihenhaus                                                   | č. NKP: 703-2682/0 Stand des NKP: 2012-02-08 Name: DOM MEŠTIANSKY        |
| BW   | Datei hochladen | Bürgerhaus(sk) ObjektID: 703-2683/0                                      | Nová ul. 2 Standort KG: Kežmarok Konskr.Nr.:                | nárožný                                          | Eckhaus                                                      | č. NKP: 703-2683/0 Stand des NKP: 2012-02-08 Name: DOM MEŠTIANSKY        |
| BW   | Datei hochladen | Bürgerhaus(sk) ObjektID: 703-2684/0                                      | Nová ul. 4 Standort KG: Kežmarok Konskr.Nr.:                | radový                                           | Reihenhaus                                                   | č. NKP: 703-2684/0 Stand des NKP: 2012-02-08 Name: DOM MEŠTIANSKY        |
| BW   | Datei hochladen | Bürgerhaus(sk) ObjektID: 703-2685/0                                      | Nová ul. 7 Standort KG: Kežmarok Konskr.Nr.: 437            | radový                                           | Reihenhaus                                                   | č. NKP: 703-2685/0 Stand des NKP: 2012-02-08 Name: DOM MEŠTIANSKY        |
| BW   | Datei hochladen | Bürgerhaus(sk) ObjektID: 703-2686/0                                      | Nová ul. 9 Standort KG: Kežmarok Konskr.Nr.: 436            | radový                                           | Reihenhaus                                                   | č. NKP: 703-2686/0 Stand des NKP: 2012-02-08 Name: DOM MEŠTIANSKY        |
| BW   | Datei hochladen | Bürgerhaus(sk) ObjektID: 703-2688/0                                      | Nová ul. 13 Standort KG: Kežmarok Konskr.Nr.: 434           | radový                                           | Reihenhaus                                                   | č. NKP: 703-2688/0 Stand des NKP: 2012-02-08 Name: DOM MEŠTIANSKY        |
| BW   | Datei hochladen | Bürgerhaus(sk) ObjektID: 703-2689/0                                      | Nová ul. 14 Standort KG: Kežmarok Konskr.Nr.: 414           | radový                                           | Reihenhaus                                                   | č. NKP: 703-2689/0 Stand des NKP: 2012-02-08 Name: DOM MEŠTIANSKY        |
| BW   | Datei hochladen | Bürgerhaus(sk) ObjektID: 703-2690/0                                      | Nová ul. 15 Standort KG: Kežmarok Konskr.Nr.: 434           | radový                                           | Reihenhaus                                                   | č. NKP: 703-2690/0 Stand des NKP: 2012-02-08 Name: DOM MEŠTIANSKY        |
| ja   | Datei hochladen | Bürgerhaus(sk) ObjektID: 703-2691/0                                      | Nová ul. 16 Standort KG: Kežmarok Konskr.Nr.: 415           | radový                                           | Reihenhaus                                                   | č. NKP: 703-2691/0 Stand des NKP: 2012-02-08 Name: DOM MEŠTIANSKY        |
| BW   | Datei hochladen | Bürgerhaus(sk) ObjektID: 703-2692/0                                      | Nová ul. 18 Standort KG: Kežmarok Konskr.Nr.: 416           | radový                                           | Reihenhaus                                                   | č. NKP: 703-2692/0 Stand des NKP: 2012-02-08 Name: DOM MEŠTIANSKY        |
| BW   | Datei hochladen | Bürgerhaus(sk) ObjektID: 703-2693/0                                      | Nová ul. 20 Standort KG: Kežmarok Konskr.Nr.: 417           | radový                                           | Reihenhaus                                                   | č. NKP: 703-2693/0 Stand des NKP: 2012-02-08 Name: DOM MEŠTIANSKY        |
| BW   | Datei hochladen | Bürgerhaus(sk) ObjektID: 703-2694/0                                      | Nová ul. 23 Standort KG: Kežmarok Konskr.Nr.: 424           | radový                                           | Reihenhaus                                                   | č. NKP: 703-2694/0 Stand des NKP: 2012-02-08 Name: DOM MEŠTIANSKY        |
| BW   | Datei hochladen | Bastion(sk) ObjektID: 703-2495/4                                         | Priekopa 0 Standort KG: Kežmarok Konskr.Nr.:                | bašta                                            | Bastion                                                      | č. NKP: 703-2495/4 Stand des NKP: 2012-02-08 Name: BAŠTA                 |
| ja   | Datei hochladen | Empfangsgebäude des Bahnhofs(sk) ObjektID: 703-2740/0                    | Slavkovská ul. 2 Standort KG: Kežmarok Konskr.Nr.: 696      | železničná; železničná stanica Kežmarok          | Bahnstation Kežmarok                                         | č. NKP: 703-2740/0 Stand des NKP: 2012-02-08 Name: BUDOVA VÝPRAVNÁ       |
| BW   | Datei hochladen | Bürgerhaus(sk) ObjektID: 703-2696/0                                      | Starý trh 7 Standort KG: Kežmarok Konskr.Nr.: 538           | priechodový,radový                               | Reihenhaus, Passage                                          | č. NKP: 703-2696/0 Stand des NKP: 2012-02-08 Name: DOM MEŠTIANSKY        |
| BW   | Datei hochladen | Bürgerhaus(sk) ObjektID: 703-2697/0                                      | Starý trh 9 Standort KG: Kežmarok Konskr.Nr.: 537           | priechodový,radový                               | Reihenhaus, Passage                                          | č. NKP: 703-2697/0 Stand des NKP: 2012-02-08 Name: DOM MEŠTIANSKY        |
| BW   | Datei hochladen | Bürgerhaus(sk) ObjektID: 703-2698/0                                      | Starý trh 10 Standort KG: Kežmarok Konskr.Nr.: 467          | chodbový,nárožný                                 | Eckhaus                                                      | č. NKP: 703-2698/0 Stand des NKP: 2012-02-08 Name: DOM MEŠTIANSKY        |
| BW   | Datei hochladen | Bürgerhaus(sk) ObjektID: 703-2699/0                                      | Starý trh 11 Standort KG: Kežmarok Konskr.Nr.: 536          | priechodový,radový; dom Joz.Tschörnera,1859-1928 | Reihenhaus, Passage, Haus Tschörnera                         | č. NKP: 703-2699/0 Stand des NKP: 2012-02-08 Name: DOM MEŠTIANSKY        |
| BW   | Datei hochladen | Bürgerhaus(sk) ObjektID: 703-2700/0                                      | Starý trh 12 Standort KG: Kežmarok Konskr.Nr.: 468          | radový                                           | Reihenhaus                                                   | č. NKP: 703-2700/0 Stand des NKP: 2012-02-08 Name: DOM MEŠTIANSKY        |
| BW   | Datei hochladen | Bürgerhaus(sk) ObjektID: 703-2701/0                                      | Starý trh 13 Standort KG: Kežmarok Konskr.Nr.: 535          | radový                                           | Reihenhaus                                                   | č. NKP: 703-2701/0 Stand des NKP: 2012-02-08 Name: DOM MEŠTIANSKY        |
| BW   | Datei hochladen | Bürgerhaus(sk) ObjektID: 703-2702/0                                      | Starý trh 14 Standort KG: Kežmarok Konskr.Nr.: 469          | radový                                           | Reihenhaus                                                   | č. NKP: 703-2702/0 Stand des NKP: 2012-02-08 Name: DOM MEŠTIANSKY        |
| BW   | Datei hochladen | Bürgerhaus(sk) ObjektID: 703-2703/0                                      | Starý trh 15 Standort KG: Kežmarok Konskr.Nr.: 534          | radový                                           | Reihenhaus                                                   | č. NKP: 703-2703/0 Stand des NKP: 2012-02-08 Name: DOM MEŠTIANSKY        |
| BW   | Datei hochladen | Bürgerhaus(sk) ObjektID: 703-2705/0                                      | Starý trh 17 Standort KG: Kežmarok Konskr.Nr.: 533          | radový                                           | Reihenhaus                                                   | č. NKP: 703-2705/0 Stand des NKP: 2012-02-08 Name: DOM MEŠTIANSKY        |
| BW   | Datei hochladen | Bürgerhaus(sk) ObjektID: 703-2706/0                                      | Starý trh 18 Standort KG: Kežmarok Konskr.Nr.: 471          | radový                                           | Reihenhaus                                                   | č. NKP: 703-2706/0 Stand des NKP: 2012-02-08 Name: DOM MEŠTIANSKY        |
| BW   | Datei hochladen | Bürgerhaus(sk) ObjektID: 703-2707/1                                      | Starý trh 19 Standort KG: Kežmarok Konskr.Nr.: 532          | prejazdový,radový                                | Reihenhaus, Passage                                          | č. NKP: 703-2707/1 Stand des NKP: 2012-02-08 Name: DOM MEŠTIANSKY        |
|      | Datei hochladen | Grundstücksmauer(sk) ObjektID: 703-2707/2                                | Starý trh 19 KG: Kežmarok Konskr.Nr.: 532                   |                                                  |                                                              | č. NKP: 703-2707/2 Stand des NKP: 2012-02-08 Name: MÚR PARCELAČNÝ        |
| BW   | Datei hochladen | Bürgerhaus(sk) ObjektID: 703-2708/0                                      | Starý trh 20 Standort KG: Kežmarok Konskr.Nr.: 472          | radový                                           | Reihenhaus                                                   | č. NKP: 703-2708/0 Stand des NKP: 2012-02-08 Name: DOM MEŠTIANSKY        |
| ja   | Datei hochladen | Bürgerhaus(sk) ObjektID: 703-2709/0                                      | Starý trh 21 Standort KG: Kežmarok Konskr.Nr.: 531          | radový                                           | Reihenhaus                                                   | č. NKP: 703-2709/0 Stand des NKP: 2012-02-08 Name: DOM MEŠTIANSKY        |
| BW   | Datei hochladen | Bürgerhaus(sk) ObjektID: 703-2710/0                                      | Starý trh 22 Standort KG: Kežmarok Konskr.Nr.: 473          | radový                                           | Reihenhaus                                                   | č. NKP: 703-2710/0 Stand des NKP: 2012-02-08 Name: DOM MEŠTIANSKY        |
| ja   | Datei hochladen | Bürgerhaus(sk) ObjektID: 703-2711/0                                      | Starý trh 23 Standort KG: Kežmarok Konskr.Nr.:              | radový                                           | Reihenhaus                                                   | č. NKP: 703-2711/0 Stand des NKP: 2012-02-08 Name: DOM MEŠTIANSKY        |
| BW   | Datei hochladen | Bürgerhaus(sk) ObjektID: 703-2712/0                                      | Starý trh 25 Standort KG: Kežmarok Konskr.Nr.: 529          | radový; Dom pionierov                            | Reihenhaus, Haus der Pioniere                                | č. NKP: 703-2712/0 Stand des NKP: 2012-02-08 Name: DOM MEŠTIANSKY        |
| BW   | Datei hochladen | Bürgerhaus(sk) ObjektID: 703-2713/0                                      | Starý trh 27 Standort KG: Kežmarok Konskr.Nr.: 528          | radový                                           | Reihenhaus                                                   | č. NKP: 703-2713/0 Stand des NKP: 2012-02-08 Name: DOM MEŠTIANSKY        |
| BW   | Datei hochladen | Bürgerhaus(sk) ObjektID: 703-2715/0                                      | Starý trh 29 Standort KG: Kežmarok Konskr.Nr.: 527          | radový                                           | Reihenhaus                                                   | č. NKP: 703-2715/0 Stand des NKP: 2012-02-08 Name: DOM MEŠTIANSKY        |
| BW   | Datei hochladen | Bürgerhaus(sk) ObjektID: 703-2716/0                                      | Starý trh 31 Standort KG: Kežmarok Konskr.Nr.: 526          | radový                                           | Reihenhaus                                                   | č. NKP: 703-2716/0 Stand des NKP: 2012-02-08 Name: DOM MEŠTIANSKY        |
| BW   | Datei hochladen | Bürgerhaus(sk) ObjektID: 703-2717/0                                      | Starý trh 33 Standort KG: Kežmarok Konskr.Nr.: 525          | radový                                           | Reihenhaus                                                   | č. NKP: 703-2717/0 Stand des NKP: 2012-02-08 Name: DOM MEŠTIANSKY        |
| BW   | Datei hochladen | Bürgerhaus(sk) ObjektID: 703-2718/0                                      | Starý trh 35 Standort KG: Kežmarok Konskr.Nr.: 524          | radový                                           | Reihenhaus                                                   | č. NKP: 703-2718/0 Stand des NKP: 2012-02-08 Name: DOM MEŠTIANSKY        |
| BW   | Datei hochladen | Bürgerhaus(sk) ObjektID: 703-2719/0                                      | Starý trh 37 Standort KG: Kežmarok Konskr.Nr.: 523          | radový                                           | Reihenhaus                                                   | č. NKP: 703-2719/0 Stand des NKP: 2012-02-08 Name: DOM MEŠTIANSKY        |
| BW   | Datei hochladen | Bürgerhaus(sk) ObjektID: 703-2722/0                                      | Starý trh 41 Standort KG: Kežmarok Konskr.Nr.: 521          | prejazdový,radový                                | Reihenhaus, Passage                                          | č. NKP: 703-2722/0 Stand des NKP: 2012-02-08 Name: DOM MEŠTIANSKY        |
| BW   | Datei hochladen | Bürgerhaus(sk) ObjektID: 703-2724/0                                      | Starý trh 43 Standort KG: Kežmarok Konskr.Nr.:              | radový                                           | Reihenhaus                                                   | č. NKP: 703-2724/0 Stand des NKP: 2012-02-08 Name: DOM MEŠTIANSKY        |
| BW   | Datei hochladen | Vereinshaus(sk) ObjektID: 703-2725/0                                     | Starý trh 46 Standort KG: Kežmarok Konskr.Nr.: 485          | radový; Robotnícky dom                           | Reihenhaus, Haus des Arbeiters                               | č. NKP: 703-2725/0 Stand des NKP: 2012-02-08 Name: DOM SPOLKOVÝ          |
| ja   | Datei hochladen | Bürgerhaus(sk) ObjektID: 703-2726/0                                      | Starý trh 47 Standort KG: Kežmarok Konskr.Nr.: 518          | radový                                           | Reihenhaus                                                   | č. NKP: 703-2726/0 Stand des NKP: 2012-02-08 Name: DOM MEŠTIANSKY        |
| BW   | Datei hochladen | Bürgerhaus(sk) ObjektID: 703-2727/0                                      | Starý trh 48 Standort KG: Kežmarok Konskr.Nr.: 486          | radový                                           | Reihenhaus                                                   | č. NKP: 703-2727/0 Stand des NKP: 2012-02-08 Name: DOM MEŠTIANSKY        |
| BW   | Datei hochladen | Bürgerhaus(sk) ObjektID: 703-2728/0                                      | Starý trh 50 Standort KG: Kežmarok Konskr.Nr.: 487          | radový                                           | Reihenhaus                                                   | č. NKP: 703-2728/0 Stand des NKP: 2012-02-08 Name: DOM MEŠTIANSKY        |
| BW   | Datei hochladen | Bürgerhaus(sk) ObjektID: 703-2729/0                                      | Starý trh 51 Standort KG: Kežmarok Konskr.Nr.: 516          | radový                                           | Reihenhaus                                                   | č. NKP: 703-2729/0 Stand des NKP: 2012-02-08 Name: DOM MEŠTIANSKY        |
| BW   | Datei hochladen | Bürgerhaus(sk) ObjektID: 703-2730/0                                      | Starý trh 58 Standort KG: Kežmarok Konskr.Nr.: 491          | radový                                           | Reihenhaus                                                   | č. NKP: 703-2730/0 Stand des NKP: 2012-02-08 Name: DOM MEŠTIANSKY        |
| BW   | Datei hochladen | Bürgerhaus(sk) ObjektID: 703-2731/0                                      | Starý trh 60 Standort KG: Kežmarok Konskr.Nr.: 492          | nárožný                                          | Eckhaus                                                      | č. NKP: 703-2731/0 Stand des NKP: 2012-02-08 Name: DOM MEŠTIANSKY        |
| BW   | Datei hochladen | Bürgerhaus(sk) ObjektID: 703-2732/0                                      | Starý trh 61 Standort KG: Kežmarok Konskr.Nr.:              | radový                                           | Reihenhaus                                                   | č. NKP: 703-2732/0 Stand des NKP: 2012-02-08 Name: DOM MEŠTIANSKY        |
| BW   | Datei hochladen | Bürgerhaus(sk) ObjektID: 703-2734/0                                      | Starý trh 65 Standort KG: Kežmarok Konskr.Nr.:              | radový                                           | Reihenhaus                                                   | č. NKP: 703-2734/0 Stand des NKP: 2012-02-08 Name: DOM MEŠTIANSKY        |
| BW   | Datei hochladen | Bürgerhaus(sk) ObjektID: 703-2735/0                                      | Starý trh 67 Standort KG: Kežmarok Konskr.Nr.: 501          | priechodový,radový; dom pri hradbách             | Reihenhaus, Passage, Haus an der Mauer                       | č. NKP: 703-2735/0 Stand des NKP: 2012-02-08 Name: DOM MEŠTIANSKY        |
| BW   | Datei hochladen | Fragment der Stadtmauer(sk) ObjektID: 703-2495/6                         | Starý trh 69 Standort KG: Kežmarok Konskr.Nr.: 500          | múr pri Hrnčiarskej bašte                        | Mauer an der Töpferbastion                                   | č. NKP: 703-2495/6 Stand des NKP: 2012-02-08 Name: MÚR HRADBOVÝ-FRAGMENT |
| BW   | Datei hochladen | Bürgerhaus(sk) ObjektID: 703-2737/0                                      | Starý trh 71 Standort KG: Kežmarok Konskr.Nr.: 499          | radový; dom pri hradbách                         | Reihenhaus, Haus an der Mauer                                | č. NKP: 703-2737/0 Stand des NKP: 2012-02-08 Name: DOM MEŠTIANSKY        |
| BW   | Datei hochladen | Bürgerhaus(sk) ObjektID: 703-2738/0                                      | Starý trh 73 Standort KG: Kežmarok Konskr.Nr.: 498          | radový; dom pri hradbách                         | Reihenhaus, Haus an der Mauer                                | č. NKP: 703-2738/0 Stand des NKP: 2012-02-08 Name: DOM MEŠTIANSKY        |
| BW   | Datei hochladen | Mehrfunktionshaus(sk) ObjektID: 703-2695/0                               | Starý trh ul. 2 Standort KG: Kežmarok Konskr.Nr.: 464       | nárožný,schodiskový                              | Eckhaus                                                      | č. NKP: 703-2695/0 Stand des NKP: 2012-02-08 Name: DOM POLYFUNKČNÝ       |
| BW   | Datei hochladen | jüdischer Friedhof(sk) ObjektID: 703-11306/0                             | Tehelná ul. 0 Standort KG: Kežmarok Konskr.Nr.:             | 350+cca 40 náhrobkov                             | 350 + ca. 40 Gräber                                          | č. NKP: 703-11306/0 Stand des NKP: 2012-02-08 Name: CINTORÍN ŽIDOVSKÝ    |
|      | Datei hochladen | Grabstein(sk) ObjektID: 703-2739/1                                       | Topercerova ul. 0 KG: Kežmarok Konskr.Nr.:                  | obelisk                                          | Obelisk                                                      | č. NKP: 703-2739/1 Stand des NKP: 2012-02-08 Name: NÁHROBNÍK             |
| BW   | Datei hochladen | Aufbahrungskapelle(sk) ObjektID: 703-2739/2                              | Topercerova ul. 0 Standort KG: Kežmarok Konskr.Nr.:         |                                                  |                                                              | č. NKP: 703-2739/2 Stand des NKP: 2012-02-08 Name: KAPLNKA POHREBNÁ      |
| BW   | Datei hochladen | Aufbahrungskapelle(sk) ObjektID: 703-2739/3                              | Topercerova ul. 0 Standort KG: Kežmarok Konskr.Nr.:         |                                                  |                                                              | č. NKP: 703-2739/3 Stand des NKP: 2012-02-08 Name: KAPLNKA POHREBNÁ      |
|      | Datei hochladen | Denkmal(sk) ObjektID: 703-2739/4                                         | Topercerova ul. 0 KG: Kežmarok Konskr.Nr.:                  | padlí v II.sv.v.                                 | für die Gefallenen des WK II                                 | č. NKP: 703-2739/4 Stand des NKP: 2012-02-08 Name: POMNÍK                |

## Legende
Die Tabelle enthält im Einzelnen folgende Informationen:
| Foto:                    | Fotografie des Denkmals. |
| Denkmal / č. ÚZPF:       | Die Übersetzung der Bezeichnung des Denkmals, wie sie vom Slowakischen Denkmalamt (Pamiatkový úrad Slovenskej republiky) verwendet wird. Die Originalbezeichnung ist unter dem Fragezeichen angegeben. Fehlt die Übersetzung, so wird die Originalbezeichnung direkt angezeigt. Weiters ist die Objekt-Identifikationsnummer (Objekt ID) angeführt. Sie ist die offizielle, in der Slowakei eindeutige Nummer č. ÚZPF inklusive der zugehörigen Zählnummer, wie sie in den Daten des Denkmalamtes angegeben wird. Da diese nur innerhalb eines Landkreises gezählt wird, ist dessen Nummer der Denkmalnummer vorangestellt. |
| Standort:                | Wenn in der Liste vorhanden, ist die Adresse angegeben. In Klammern kann sich noch eine zusätzliche Adresse befinden, wenn es beispielsweise ein Eckhaus ist. Bei freistehenden Objekten ohne Adresse (zum Beispiel bei Bildstöcken) ist eine Adresse angegeben, die in der Nähe des Objekts liegt. Durch Aufruf des Links Standort wird die Lage des Denkmals in verschiedenen Kartenprojekten angezeigt. Darunter sind die Katastralgemeinde (KG) und, wenn vorhanden, die Konskriptionsnummer (Konskr. Nr.) angegeben.                                                                                                   |
| Offizielle Beschreibung: | Es ist die Kurzbeschreibung auf Slowakisch, wie sie in den offiziellen Listen angegeben ist, eingetragen. |
| Beschreibung:            | Kurze Angaben zum Denkmal auf Deutsch. |
| Metadaten:               | Zusätzlich werden, wenn in den persönlichen Einstellungen das Helferlein Dauerhaftes Einblenden von Metadaten aktiviert ist, ebensolche angezeigt. |

- Karte mit allen Koordinaten:
- OSM |
- WikiMap